# 디오망시 카마라
디오망시 메흐디 무스타파 카마라(프랑스어: Diomansy Mehdi Moustapha Kamara, 1980년 11월 8일 ~ )는 세네갈의 전 축구 선수로, 스트라이커로 활약했다. 프랑스 파리에서 태어난 그는 세네갈 국가대표팀으로 3번의 아프리카 네이션스컵에 참가했다.
17년의 프로 경력 동안 카마라는 프랑스뿐만 아니라 이탈리아, 잉글랜드, 스코틀랜드, 튀르키예, 인도의 축구 클럽에서 활약했다.

## 구단 경력

### 초기 경력
파리에서 태어난 카마라는 젠빌리에에서 자랐다. 그는 1999-2000 시즌 동안 카탄차로에 합류하기 전에 레드 스타 93에서 프로 경력을 시작했다.
그는 34번의 리그 경기에 출전했고, 이탈리아 칼라브리아주의 모데나와 계약하기 전에 9번 골을 넣었다. 그곳에서 세 시즌 동안, 그는 82번의 경기에 출전하여 15번 골을 넣었고, 그의 스피드와 민첩성으로 많은 이들에게 깊은 인상을 남겼다.

### 포츠머스
2004년 8월, 포츠머스는 카마라와 임대 계약을 원했지만 결국 250만 파운드의 영구 이적료에 그와 계약하여 기록적인 계약을 맺었다. 하지만, 좋은 출발에도 불구하고 카마라는 2004-05 시즌 동안 몸 상태와 부상으로 어려움을 겪었고, 포츠머스에서 1년만에 그들은 그의 계약 조항을 이용하여 웨스트브로미치 앨비언으로 이적하는 동시에 모데나에게 초기 이적료의 100만 파운드만 지불했다. 앨비언은 카마라를 위해 150만 파운드를 지불했다.

### 웨스트브로미치 앨비언
2005년 8월 13일, 카마라는 맨체스터 시티와의 경기에서 전반 60분에 카누와 교체되어 웨스트브로미치 앨비언 데뷔 전을 치렀다. 그는 맨체스터 시티와의 첫 세 경기에서 옐로 카드를 받았다. 앨비언에서의 그의 첫 골은 2005년 9월 20일, 호손스가 브래드퍼드 시티와의 리그 컵에서 4-1로 이긴 경기에서 기록되었다.  이 골은 2005-06 시즌 카마라가 기록한 단 2골 중 하나로, 그의 첫 리그 득점은 2005년 12월 10일 맨체스터 시티와의 경기에서 기록되었고, 앨비언은 2-0으로 승리했다. 앨비언은 그 시즌 프리미어리그에서 강등되었지만, 2006-07 시즌 카마라는 모든 대회에서 23골을 넣었고, 앨비언이 플레이오프 결승전에 진출하는 것을 도왔다. 그의 골 득점 공로로 그는 2006년 10월 이달의 선수권 대회 상을 수상했고, 2007년 2월 PFA 팬들의 이달의 선수상을 수상했다. 그는 또한 PFA 올해의 선수권 팀에 선정되었고, 웨스트브로미치 앨비언 올해의 선수상을 수상했다.

### 풀럼
2007년 7월 9일, 카마라는 풀럼과 4년 6백만 파운드에 계약을 맺었고, 웨스트브로미치 앨비언의 이적은 클럽 레코드 판매였다. 풀럼으로 이적한 후, 그는 풀럼과 함께 프리미어리그에서 '많은 골'을 넣을 수 있다고 다짐했다. 그는 2007년 8월 12일 아스널과의 경기에서 코타거스 데뷔 전을 치렀고, 후반전에 동료 데뷔 선수인 데이비드 힐리와 교체되어 출전했다. 카마라는 2007년 8월 28일, 1-0으로 이긴 슈루즈베리 타운과의 리그 컵 경기에서 풀럼의 첫 골을 넣었다. 나흘 후, 그는 코타거스에서의 첫 리그 골을 기록했는데, 이 골은 토트넘 홋스퍼와의 경기에서 3-3으로 비긴 훌륭한 후반 오버헤드킥이었다. 경기 후 카마라는 구단 공식 웹사이트에 오버헤드킥 골이 "그의 경력 중 최고의 골로 평가된다"고 말했다.

### 에스키셰히르스포르
2011년 6월 24일, 풀럼은 카마라가 재계약을 하지 않을 것이라고 발표하였고, 쉬페르리그의 에스키셰히르스포르와 계약하기 위해 구단을 떠났다. 2011년 9월 10일, 카마라는 베식타시와의 에스키셰히르스포르 셔츠 경기에서 데뷔전을 치렀고, 그 다음 주인 2011년 9월 18일, 그는 4-0으로 이긴 시바스스포르와의 경기에서 첫 골을 넣었다. 카마라는 득점포를 이어가며 첫 시즌에 10골로 득점왕을 차지했고, 수비수 데데에 이어 5골로 도움을 제공하는 두 번째 선수가 되었다.

## 국가대표팀 경력
카마라는 세네갈 국가대표팀에서 50경기에 출전해 9골을 넣었다.